# Anse du Cap/Saddle Back
Anse du Cap/Saddle Back es una localidad de Santa Lucía que forma parte del distrito de Gros Islet.